# Yuan Xinyue
Yuan Xinyue, född 21 december 1996 i Chongqing, är en kinesisk volleybollspelare. Hon blev olympisk guldmedaljör i volleyboll vid sommarspelen 2016 i Rio de Janeiro.